# Helen Plaschinski
Helen Plaschinski Farca (Ciudad de México, 8 de abril de 1963) es una exnadadora de estilo libre mexicana. Participó en los Juegos Olímpicos de Moscú 1980 representando a su país natal; donde su mejor resultado fue un sexto lugar en el relevo 4 × 100 m libre femenino.
Compitió en los Juegos Macabeos de 1977 (cuando tenía 14 años) y en los Juegos Macabeos de 1981 en Israel. En cada una de ellas ganó medallas de oro en los 100 y 200 m estilo libre.

## Palmarés internacional
| Juegos Panamericanos | Juegos Panamericanos   | Juegos Panamericanos | Juegos Panamericanos |
| Año                  | Lugar                  | Medalla              | Competición          |
| -------------------- | ---------------------- | -------------------- | -------------------- |
| 1979                 | San Juan (Puerto Rico) | Medalla de bronce    | 4x100 m estilo libre |
| 1979                 | San Juan (Puerto Rico) | Medalla de bronce    | 4x100 m combinado    |
| Juegos Macabeos      |                        |                      |                      |
| 1977                 | Tel Aviv (Israel)      | Medalla de oro       | 100 m estilo libre   |
| 1981                 | Tel Aviv (Israel)      | Medalla de oro       | 100 m estilo libre   |
| 1981                 | Tel Aviv (Israel)      | Medalla de oro       | 200 m estilo libre   |